# リラ (楽器)

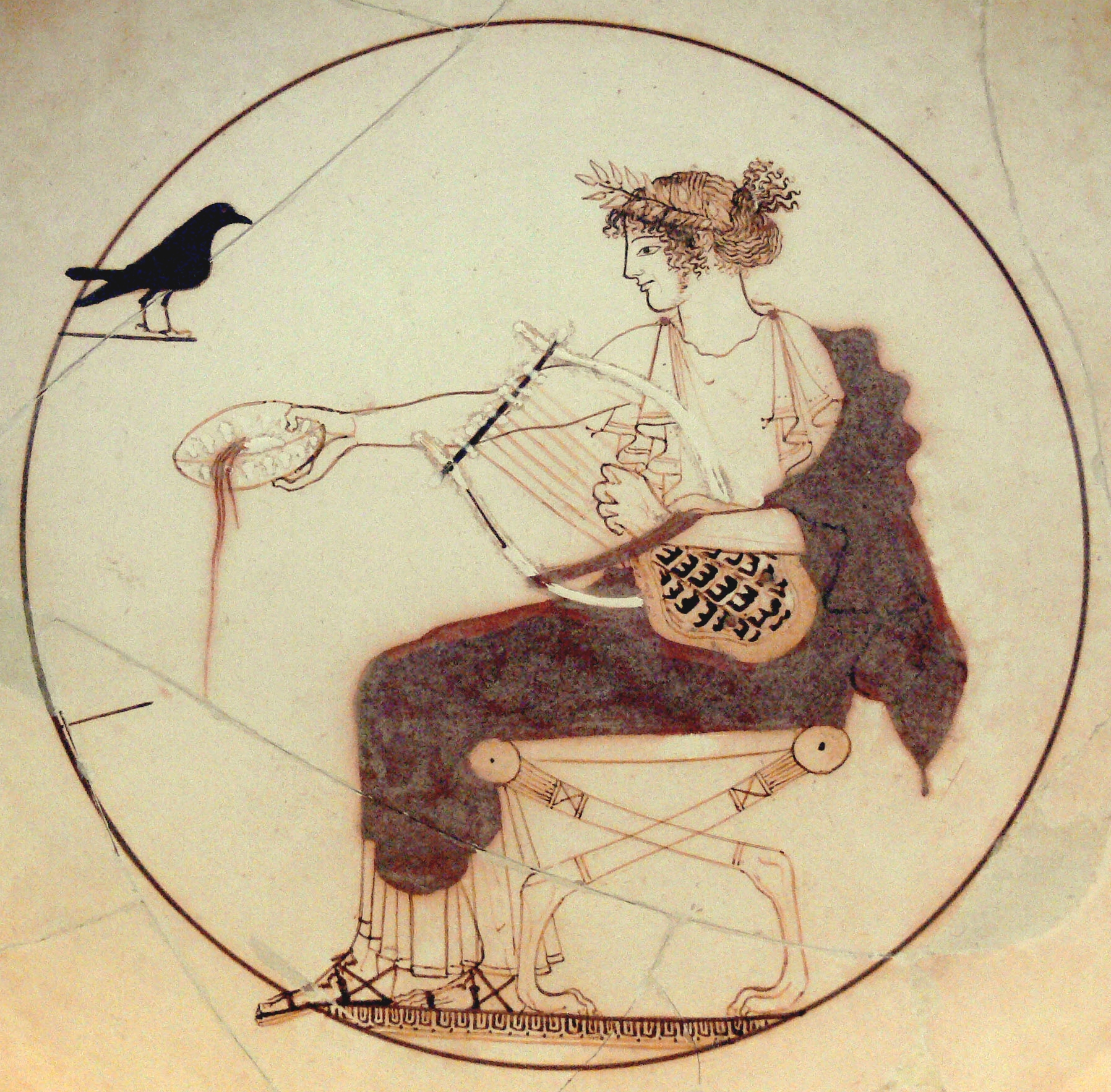
リラを持つアポロン

リラ、リュラ、ライアー、ライア（古典ギリシア語：λύρα、羅：lyra、英・仏：lyre、独：Lyra、Leier、伊：lira）は、弦楽器である。本来は古代ギリシアの竪琴（撥弦楽器）を意味するものであったが、後に形態の近いいくつかの楽器をこの名で呼ぶようになった。
中世ヨーロッパにおいてlyra、 liraなどの名称は、撥弦楽器のみならず似た形状の弓で弾く擦弦楽器にも用いられるようになった。これにはフィドルから発展した一族も含まれる。一方、lyra、 Leierはハーディ・ガーディを指すようになり、Leierはさらに転じて「手回しオルガン（バレル・オルガン）」の意味にまでなった。また別に、（古代ギリシアの）リラ型の枠を持った打楽器の一種でリラを名乗るもの（ベルリラ）まで現れ、しばしば混乱を招いている。
古代ギリシアにおいて朗読会はリラで伴奏された。

## 歴史
ギリシア神話によると、リラを発明したのは若き神ヘルメースである。彼は大亀の甲羅 (khelus) を動物の皮革とアンテロープの角で覆った。リラはアポローン的中庸と平静さの徳と関連づけられた。これはディオニュソス的な笛が恍惚と昂揚と対照をなすものである。
この楽器の実際の起源としては、南欧、西アジア、北アフリカの各地が挙げられている。リラを持つ半神（英雄?）譚はリュディア帝国に接する小アジア（現在のトルコ）沿岸部のアイオロス系またはイオニア系のギリシア人植民地にみられる。また、別のギリシア人入植地であるトラキアはオルペウス、ムーサイオス、タミュリスのような神話上のリラの名人の生まれ故郷であると信じられてきた。
古代ギリシア人がエジプトの箱形弦楽器をキッサルあるいはキタラと呼んだことから判るように、彼ら自身、ギリシアの楽器との類似性に気づいていた。古代エジプト文明の全盛期は古代ギリシア文明を遡ること5世紀であり、キッサルが生まれたのもその頃であろう。かくして我々は、リラの元となる楽器が古代ギリシア文明以前にギリシアの近隣諸国（トラキア、リュディア、エジプト）のいずれかに存在し、そこからギリシアにもたらされたのであると推論することができる。

## 徽章
リラは楽器の象徴で使われることがあり、欧米の軍楽隊の徽章になっていることも多い。
日本でも古くは帝国陸軍の軍楽部襟部徽章 、および陸上自衛隊音楽科の職種き章になっている。また、消防音楽隊や警察音楽隊、海上保安庁音楽隊でもリラは徽章になっている。

## 構造

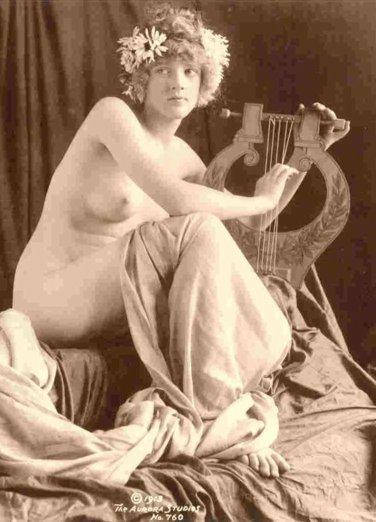
リラを演奏する女性。古代ギリシア風のポーズで1913年に撮影されたもの

リラのフレームは中空の共鳴箱からなっており、そこから2本の腕が立ち上がる。この腕も中空になっている場合がある。両腕はいずれも外側前方に曲がっていて、横木によって上端で連結されている。根元にも横木があり弦の振動を共鳴箱に伝えるブリッジになっている。上端の横木とブリッジまたはブリッジのさらに下にあるテイルピースとの間にガット弦を張る。各弦の長さは大きく異ならないが、単位長あたりの質量（太さ）と張力が異なる。これらの点は現代のギターやヴァイオリンといった弦楽器と共通である。最低音が奏者から一番遠くになるように構える。調弦法には2種類あり、竜頭を締める方法と、横木に弦をかける位置を変える方法があった。おそらくは両者が併用されたのであろう。
弦の数は時期によって異なり、土地土地でも異なったかもしれない。4、7、10弦のものが愛好された。指板が用いられたことを支持する文献的証拠は全く存在しない。弓が使われたこともありえない。平らな響板がそれを許さなかった（クラシックギターをチェロの弓で弾くことを想像せよ）。一方、撥は普通に用いられた。右手で持ち高音弦（弦の上部?）を弾いた。使用しない場合はリボンで楽器に結ばれていた。左手の指は低音弦（弦の下部?）に触れた。
英雄時代のギリシアでリラが何弦で調弦法がどうだったかを示す証拠はない。プルタルコスは、オリュンポスとテルパンデルは朗読会にわずか3弦のものを用いたという。テトラコルドを2倍にすることで、4弦の楽器から7ないし8弦の楽器がもたらされたように、トリコルドと6弦のリラとが関連づけられる。この6弦リラは多くのギリシアの古い花瓶に描かれている。楽器の細かい部分をきちんと表現するのはいささか面倒なことである点を考えると、これが正確な描写であるとはいいきれないが、わざわざ異なった弦の数にするとも考えにくい。右手の撥で弾いた弦を、左手の指で押さえる姿が常に描かれている。古代ギリシア文明が今日知られているような姿をとる前は、リラの調弦においては幅広い自由と地域性が認められたのだろう。この点は古くから半音階や四分音が利用されていたことによって裏付けられており、いにしえの豊穣と、音調を洗練していこうとするアジア的な傾向とを示すものと思われる。

## 種類
リラは今日でも、ギリシャのいくつかの地方では主要な民族楽器となっている。例えばクレタ島や北ギリシア（マケドニア）のポンティア人地域である。このタイプのリラは奏者の大腿の上に垂直に構えられ、ヴァイオリンと同様に弓を用いて演奏される。
- ギリシアの古典的リラ
  - フォルミンクス（英語版）
  - キタラ
- 他の民族楽器
  - クレータのリラ
  - エチオピアのクラル (krar) - 5もしくは6弦の竪琴。エチオピアやエリトリアで使われる撥弦楽器。五音音階に調律される。現代のクラルにはエレキギターのようにアンプ（電気的増幅装置）のついたものも存在する。伝統的には通常、木製で、布・ビーズによって飾り付けをされる。 クラルはしばしば居ごこちのよい食事の楽しい付属物として、アズマリ (azmari) と呼ばれる楽器演奏家兼歌手によってラブソングと世俗的な歌に伴われ奏でられる。

## 現代のライアー

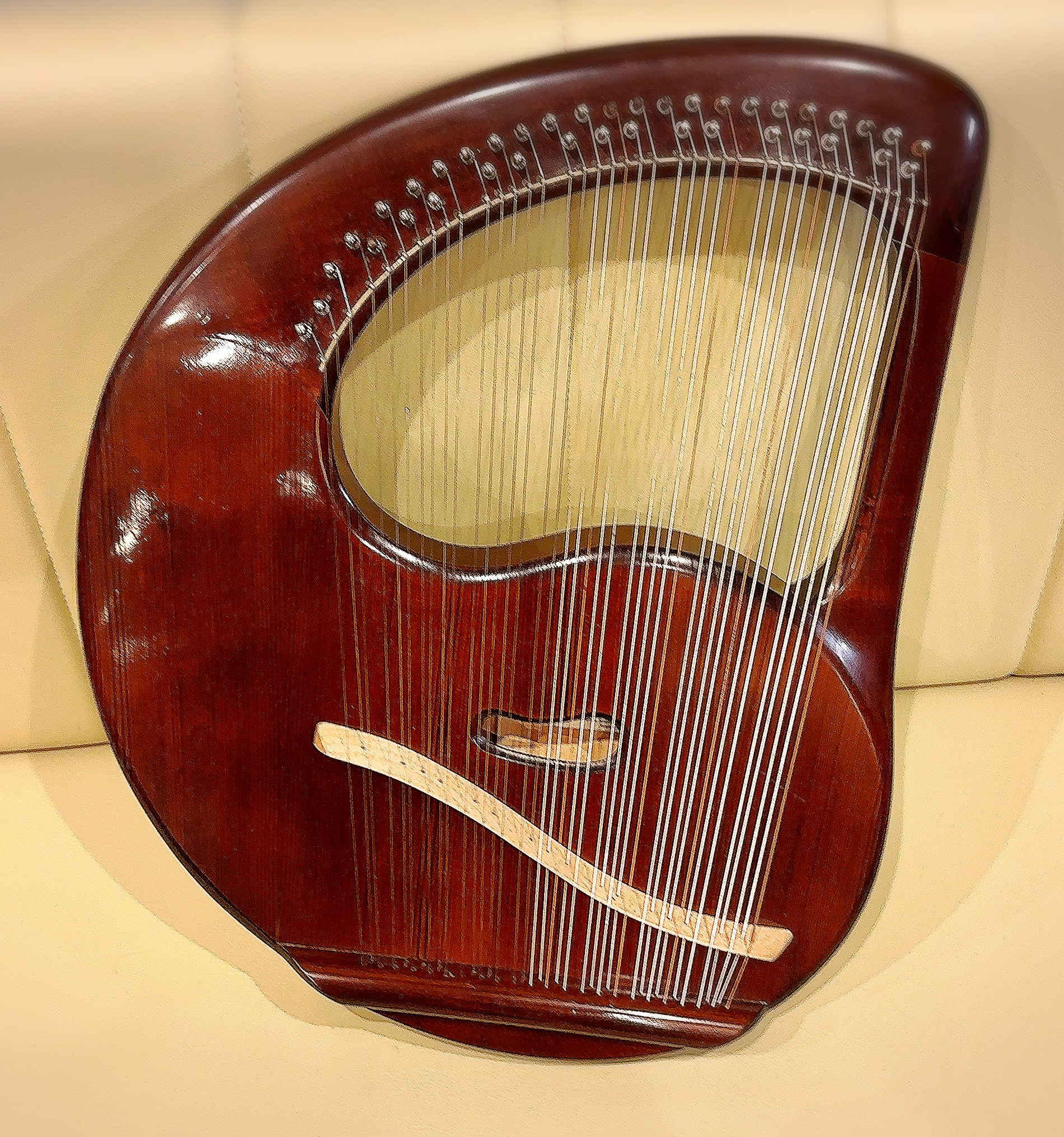
ゲルトナー・ライアー。39弦。1982年 ドイツ製。

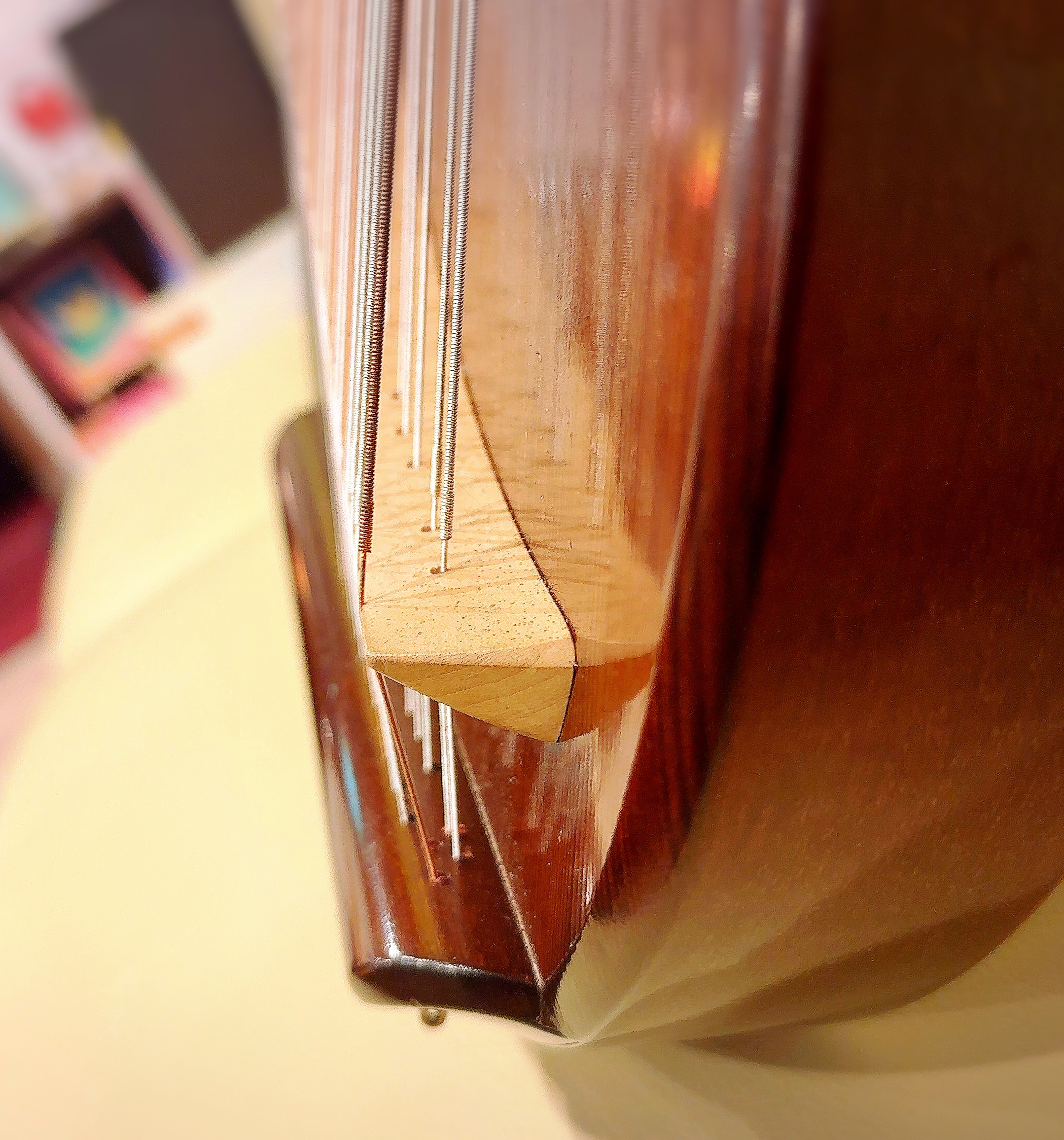
ゲルトナー・ライアーのブリッジ部分

ライアーとはドイツ語で一般的に竪琴を指す単語であるが、ゲルトナー・ライアー（後述）以降の楽器は古代のリラの流れとは異なる新しい楽器としての固有の名称として定着している。またドイツのライアー協会では「古代のリラとは楽器のタイプの類似があるものの、ライアーは新たな楽器である」という位置づけをしている。
ドイツの音楽家エドムント・プラハト （Edmund Pracht）はシュタイナー教育の影響を受け、オイリュトミーのための楽器を模索していた。当時シュタイナー教育では、ライアーよりも弦の少ないキンダーハープが使用されていた。またピアニストでもあるプラハトはオイリュトミーにピアノを使用していたが、ピアノの音は、感覚的に敏感な相手の場合は刺激が強すぎる場合があり、その反応からオイリュトミーにはピアノは適していないという印象を持っていた。
1926年、プラハトと彫刻家のローター・ゲルトナー（W. Lothar Gärtner）により、現代的なライアーが誕生した。治療教育にライアーが用いられた時の反応は、ピアノとは全く違ったものだったという。
このように現代のライアーは、形としては古代のリラの流れを汲むものではあるが、出自としてはシュタイナー教育のために作られた楽器であり、コンサートなどの演奏目的を主として作られたものではない。長らく教育や治療のための楽器として存在し、演奏の芸術的な側面が注目されるようになったのは21世紀になってからである。
ゲルトナーは1938年にライアーのマイスターの称号を得る。ゲルトナーによるライアーの系統は「ゲルトナー・ライアー」と呼ばれ、ゲルトナー・ライアーの派生としてザーレム、ヨエックスがあり、その他、コロイ、アリウスなどがある。音域により、アルトやソプラノの種類がある。
ドイツのほか、イギリス、北アイルランド、オーストラリア、チェコなどで様々なライアーが作られている。日本では1998年に泉本幸一により、日本初のライアーが製作された。
また、ライアーとライアー・ハープは異なる別の楽器であり、ライアーと比較してライアーハープの多くは安価で、共鳴胴を持たない、弦の数が少ない、弦を張る順番が逆のため音の高低が逆となる、などの違いがある。
ナイロン弦が使用されるハープとは異なり、ライアーには金属製の弦が張られる。ブリッジ部分は弦が前後で段違いになっており、表面部分は右手で演奏しピアノでいう白鍵を、奥側は左手で演奏しピアノでいう黒鍵部分になるようにチューニングされる。基準音となるA音（ラ）は440Hzではなく、シュタイナーが述べた言葉から432Hzにチューニングされることが多い。
ジブリ映画『千と千尋の神隠し』の主題歌「いつも何度でも」は、木村弓によるライアーの弾き語りで演奏されており、その音色は広く親しまれている。